# 美沙酮
美沙酮（INN:methadone，或翻譯為美沙冬）商用名包括多羅芬（Dolophine），是一種類阿片藥物。適用於緩解疼痛以及維持治療，或用於幫助戒毒人士擺脫類阿片藥物依賴 。戒毒治療可在不到一個月的時間內迅速完成，亦可在不到六個月的時間內逐漸完成。 美沙酮單次劑量使用後作用迅速，但需持續使用五天才可達至最大效果。 單次劑量使用後藥效可持續約六小時，長期使用時單次劑量使用效果可持續一天半左右。 美沙酮一般可通過口服、肌肉注射或靜脈注射使用。
美沙酮的副作用和其他阿片類麻醉藥相似， 常見的包括有暈眩、嗜睡、嘔吐與盜汗。 較嚴重的副作用則像是濫用及呼吸困難。 其他如心律不整包括長QT症等症狀都有可能發生 。根據2011年美國國內統計，由於藥物過量而造成的死亡人數中，有26%（大約是4,418人）死於阿片類藥物中毒（包括美沙酮過量），使用劑量越高則有越高的機率會有副作用產生的風險 。美沙酮是經由化學合成且其機轉是藉著結合阿片受體以達到止痛效用。
美沙酮大約在1937年至1939年間由古斯塔夫·愛哈特和麥克斯·勃克穆爾兩人在德國合成並問世 ，於1947年被美國認可且在國內使用 。美沙酮是世界衛生組織基本藥物標準清單內所列的藥物，同時更為初級照護內的重要必須藥品 。2013年，全球共生產美沙酮約41,400公斤，它的使用規範和一般麻醉藥物相同 。在美國當地，美沙酮並不是十分昂貴的藥品。

## 治療海洛因癮

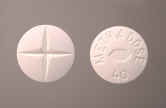
美沙酮40毫克片劑。

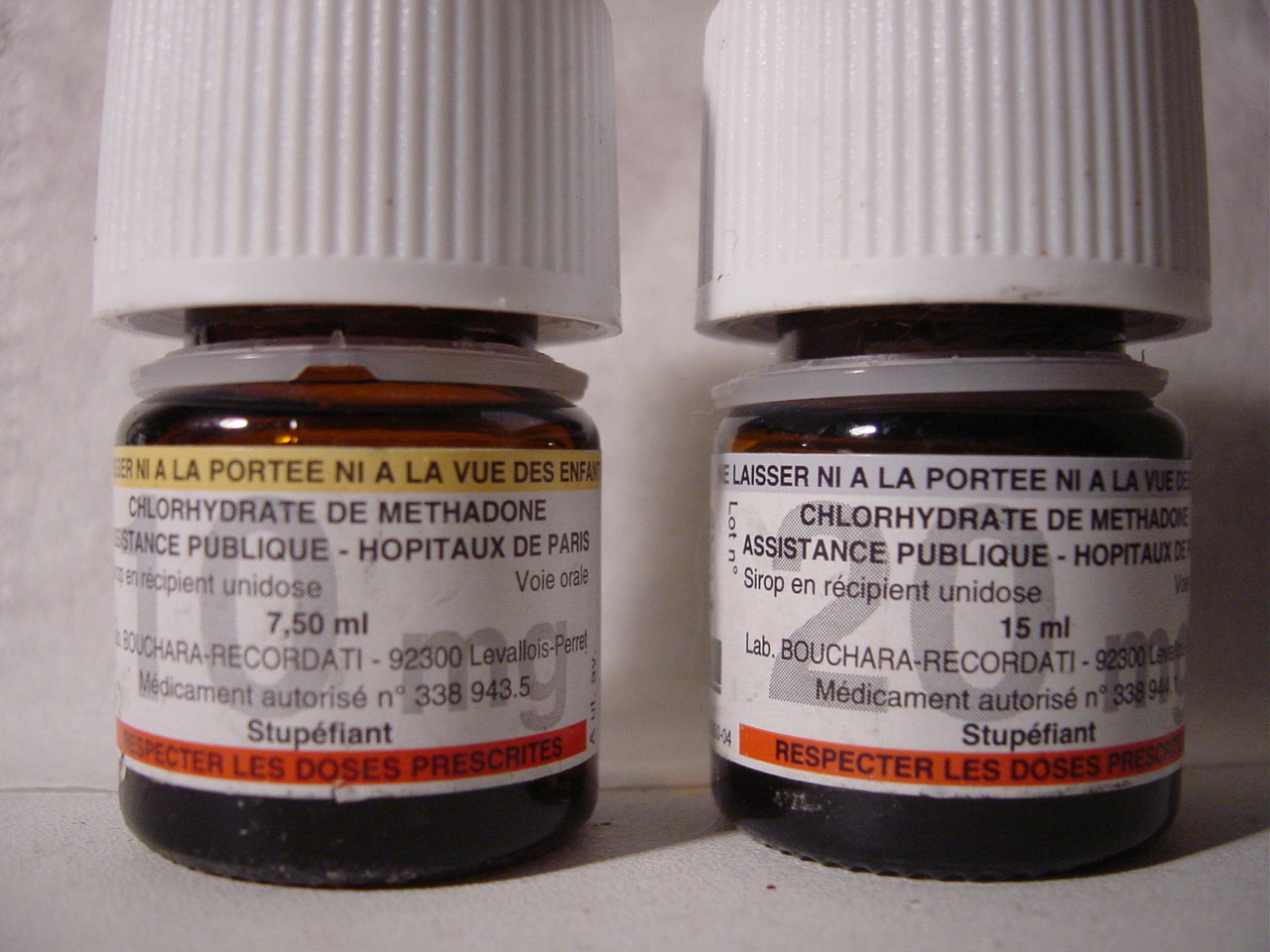
兩瓶單劑量口服鹽酸美沙酮糖漿（一瓶的劑量為10毫克，另一瓶的劑量則為20毫克）。

國際臨床骨質密度學會（International Society for Clinical Densitometry，ISCD）根據藥物危害專家的聲明，於2010年對各種藥物（合法和非法）進行排名的表格。美沙酮總體上是第12種最危險的藥物。

精神病學、化學、藥理學、法醫學、流行病學以及警政和法律服務領域的成癮專家，針對20 種常見的娛樂性用藥進行德爾菲法分析。街頭美沙酮在依賴性方面排名第4，身體危害方面排名第5，社會危害方面排名第5。

美沙酮現在主要是用來作為海洛因的代替品，用以治療有使用海洛因習慣的吸毒者。「美沙酮治療法」是現時治療海洛因毒患的最可靠辦法，香港政府在1973年開始設立美沙酮診所，向吸毒者象徵式收費提供美沙酮飲服，以減輕他們對毒品的依賴，台灣目前也依法提供吸毒者廉價的美沙酮。
1980年代起，歐洲開始出現反對意見。有社工發現美沙酮的成癮性更高，不少年輕的吸毒者在轉用美沙酮後，雖然已不再吸食海洛因，但反而對美沙酮產生依賴。反对這種戒毒方法的人認為：與其讓瘾君子透過美沙酮的替換來戒毒，倒不如想方法讓他們不再接觸毒品，從生活方面着手去加強吸毒者的生存鬥志。但支持這種戒毒方法的人們認為戒毒太難，絕大多數成瘾者无法用意志力克服毒癮，戒毒失敗對社會家庭的危害很大——他們會因為經濟壓力而作奸犯科，甚至推銷海洛因、製造新的吸毒者，也會因為共用針具而增加愛滋病患者；與其期待幾乎不存在的成功戒毒，不如讓他們使用美沙酮一輩子，也算是成功戒毒。不過也有人認為應該使用其它成癮性更低的阿片類藥物來治療。
在香港的美沙酮治療計劃中，美沙酮是口服糖漿製劑，由於藥性持久，病人只須每天到美沙酮診所服用一次便足夠。美沙酮可抑制海洛英、嗎啡及鴉片的毒癮24至36小時，它通常不會令服用者產生快感，亦無任何嚴重的副作用，而且可以使病人如常地工作及過正常的社交生活，成為社會上有用的一份子。
香港的美沙酮以前是一種橙色的液體，但為免被孩童當作橙汁誤服，現在改成綠色溶液。由於香港曾經發生有人誤服美沙酮導致死亡，為免藥物被其他人錯誤服用，所有人士一律嚴禁把美沙酮帶離診所。而服用美沙酮時必須在診所職員面前完整服用，並把空杯棄置於診所專用垃圾桶內。
美沙酮的作用是作為一種毒品代替品，使病人在服用美沙酮後，能減少對海洛因的依賴。此種替代療法的成效當初很成功，因為被認為可以大幅減少上癮者對社會的傷害、大幅提高重返社會的機會（成癮者不會作奸犯科、傾家蕩產以取得毒品、而且用量可以受到監督）；而且就算成癮者仍在使用海洛因、其用量及花費也大減，可以大幅縮減海洛因的市場及負面影響、許多吸毒者也因為沒有經濟壓力而不會轉變成販毒者——也就是說他們不會去製造新的吸毒者。

## 香港的美沙酮治療计划

### 美沙酮診所現有兩種治療計劃
1. 美沙酮代用治療 - 在有需要的期間，病人每日都服用適當劑量的美沙酮，療程並無時間限制。
2. 美沙酮戒毒計劃 - 對於有決心的病人，在一段時間內逐漸減少美沙酮的服量，直至毋須繼續治療為止。

接受美沙酮代用治療的病人可隨時轉入戒毒計劃。美沙酮服用的劑量會逐漸減少，直至不須服用為止，只要病人以後不再吸食海洛英或鴉片，便可從此戒除毒癮。醫生或社工都會按個別病人的情況定出治療方法和作出彈性安排，幫助病人轉入戒毒計劃。

#### 劑量
一般情況：從低劑量開始，逐步增加，視高劑量為目標
- 然而，服用的劑量會視乎病人情況而定，主要是因為他們對毒品的依賴性及容忍性往往並不相同，而且他們報告使用毒品的份量未能盡信，因此他們服用美沙酮時的所需劑量並沒有劃一的水平，以避免因估計錯誤會造成過量服用。
- 劑量的高或低在道德觀念上並沒有直接關係。
- 不應視美沙酮為「獎勵」或「懲罰」。

##### 特定情況：
- 初期劑量不會多於30毫克。
- 基於身體安全及起見，劑量的增減少一般都會逐步進行。例如，當病人正服用較低劑量時（每天低於60毫克），將會作應作較長間歇期及少劑量的調整，（如每隔五天作一次增減、每次5毫克），而當病人服食較高劑量時，則會作大劑量及更頻繁的調整（如每三天10毫克）。
- 一般而言，服用高劑量比服用低劑量的代用治療效果較好。對大多數病人來說最適宜及有效的劑量是每天80-120毫克。
- 當病人投訴美沙酮失效時，院方會按情況考慮增加每日的服用劑量及其次數，尤其是用於懷孕及/或正接受抗病毒藥物治療的病人而言。[20]

#### 服用美沙酮的注意事项：
如遵照醫生指示服用美沙酮，長期服用美沙酮是沒有嚴重的副作用。常見的問題是便秘，如有任何問題，可請教醫生。服用美沙酮期間，病人必須遵照醫生指示服用適量的美沙酮，倘若在服用美沙酮的同時吸食毒品，有可能造成藥物過量，引致呼吸壓抑，甚至死亡。

### 美沙酮的治疗效果

#### 鳳凰計劃
鳳凰計劃是一項由衞生署紅絲帶中心與香港戒毒會合作，以預防愛滋病為目標的緩害外展計劃。服務由香港戒毒會推行，志願工作者（已戒毒人士）前往美沙酮診所附近為毒品使用者提供輔導服務。

##### 結果和結論︰
從十五所美沙酮中心接觸的四百六十名使用美沙酮人士和從兩個公園接觸的六十名街頭毒品使用者的調查結果：
- 此項計劃能引導服務對象思想和行為上的改變。改變包括能加強他們對愛滋病的意識、增加了解愛滋病的傳播途徑、預防方法、安全使用毒品和安全性行為。[21]

## 孕妇用药
懷孕期間，孕婦應盡量減少使用海洛英，最好完全停止吸毒，但這一點並不容易做到，突然戒斷海洛英引發的症狀，亦可能對胎兒造成嚴重傷害。為此，美沙酮代用治療是最適合有海洛英毒癮的孕婦的治療選擇(World Health Organization,2009)。美沙酮是一種安全及比較穩定的海洛英代替品，因為美沙酮能夠在身體裡維持一段時間的穩定狀態，在懷孕期間使用美沙酮可以大大減少海洛英對胎兒的傷害。但在懷孕早期減用美沙酮容易引致流產，在懷孕後期減用美沙酮則較容易引致早產。一般來說，醫生會建議吸毒婦女盡量服用穩定劑量的美沙酮。在懷孕 4-6 月期間，可以在醫生指示下酌量調減美沙酮劑量。

## 醫療潛能
德國的研究人員發現，美沙酮對白血病細胞（包括可以對抗癌症治療的白血病細胞）有驚人的殺傷力。他們的實驗室研究表明，美沙酮可以是一種新的白血病治療藥物，尤其是對化療和放射線治療已經無效的癌症患者。然而它的应用价值受到质疑，因为这种药物杀死白血病细胞所需要的剂量对人类而言是有害的，且对于白血病细胞的杀伤作用只在培养皿中被验证过。

## 合成
以苯乙腈为原料，α-碳发生溴化，得到的卤代烃与苯发生烷基化生成偕二苯基乙腈，用氢氧化钠对中心的碳去质子化，得到的碳负对氯化1,1,2-三甲基吖丙啶季铵盐在较少取代的碳进攻，在中心碳上引入2-(二甲氨基)丙基，然后用乙基格氏试剂与氰基加成为亚胺盐，水解得美沙酮。

## 歷史
美沙酮於1937年在德國由法本公司旗下赫斯特公司的科學家開發。當時德國面臨鴉片和嗎啡短缺，他們希望找到一種可利用現有前驅物合成的類阿片藥物。麥克斯·勃克穆爾和古斯塔夫·愛哈特兩位科學家於1941年9月11日為這種名為Hoechst 10820（或稱Polamidon）的合成物質申請專利，其結構與嗎啡或其他"真鴉片劑"關係不大。此藥物於1943年上市，並在二戰期間被德國軍隊廣泛用作嗎啡的替代品。
美沙酮的開發過程中曾因早期研究發現其有副作用而一度停滯。二戰後，盟軍沒收並徵用德國的所有專利、商標和研究記錄，其中赫斯特公司的研究資料被美國商務情報部沒收，並由美國國務院的一個技術工業委員會進行調查後帶回美國。該委員會發佈的報告指出，雖然美沙酮本身可能會令使用者成癮，但在等效鎮痛劑量下，它引起的欣快感、鎮靜和呼吸抑制作用遠低於嗎啡，因此具有作為商業藥物的潛力。報告也將美沙酮與哌替啶進行比較。德國研究人員發現，美沙酮能產生類似嗎啡的強烈身體依賴性，其戒斷症狀的嚴重程度和強度低於嗎啡，但戒斷症狀的持續時間卻比嗎啡長得多。與等效鎮痛劑量的哌替啶相比，美沙酮產生的欣快感較少，但便秘發生率較高，呼吸抑制和鎮靜程度則大致相同。
美沙酮（通常是其鹽酸鹽外消旋體混合物）在1950年代初期也被研究用作鎮咳劑。
異美沙酮、諾阿西美沙醇等其他合成類阿片藥物，是在1937年發現哌替啶（首個醫用合成類阿片藥物）後的約三十年間，於多國陸續開發。這些藥物由於半衰期長、對µ-阿片受體的親和力強，能有效抑制毒癮渴望並產生強效鎮痛作用，因此具有美沙酮的飽足感和抗成癮效果。
美國醫學會所屬的藥學與化學委員會與1947年才正式將該藥物命名為"美沙酮"。由於法本公司和赫斯特公司的專利權不再受保護，任何對其配方感興趣的製藥公司都只需一美元即可購買商業生產權。
同年，禮來公司將美沙酮以止痛劑"Dolophine"的商品名稱引入美國。"Dolophine"上是拉丁文"dolor"（疼痛）和"finis"（結束）的縮寫，意為"止痛"。
於1950年代，肯塔基州列星頓聯邦醫療中心的成癮研究中心開始研究美沙酮治療類阿片藥物成癮。於1960年代，洛克菲勒大學的Robert Dole和Marie Nyswander醫生在紐約市也進行相關研究。到1976年，美沙酮診所已在芝加哥、紐約市、紐哈芬等城市開設，僅紐約市就有約38,000名患者接受過治療。

## 社會與文化

### 品牌名稱
市面上流通的品牌名稱有Dolophine、Symoron、Amidone、Methadose、Physeptone、Metadon、Metadol、Metadol-D、Heptanon和Heptadon等。

### 經濟學
在美國的通用名美沙酮藥片價格低廉，每日常劑量零售價介於0.25至2.50美元之間。
美國的美沙酮維持治療診所可由私人保險、聯邦醫療補助或聯邦醫療保險覆蓋。聯邦醫療保險D部分涵蓋用於止痛處方的美沙酮，但由於其用於類阿片藥物依賴治療時無法在零售藥局配發，因此不予承保。在加州，美沙酮維持治療涵蓋於醫療福利中。患者通常需要參加藥物濫用諮詢才能符合美沙酮維持治療的資格。在美國接受美沙酮維持治療的患者，若非自費，則需在保險涵蓋下每月完成規定時數的治療團體課程或是諮詢。美國退伍軍人事務部（VA）的酒精和藥物依賴康復計畫為符合資格的退伍軍人提供美沙酮服務。
美沙酮維持治療（MMT）的成本分析常將診所費用與非法類片藥物使用的整體社會成本進行比較。美國國防部所發表2016年初步成本分析顯示，包含心理社會和支持服務的美沙酮治療，平均每週花費約126.00美元，每年約6,552.00美元。美沙酮維持治療一年的平均費用約為每位患者4,700美元，而一人一年若因此而遭受監禁，費用則約為24,000美元。

## 獸醫用途
美沙酮在貓狗中是常見的術前術後止痛藥，有多種給藥途徑。它與乙醯丙嗪併用時，鎮靜效果優於嗎啡和乙醯丙嗪或是布托啡諾和乙醯丙嗪的組合。美沙酮對心血管系統的抑制作用約是嗎啡的兩倍。美沙酮不適用於胃十二指腸鏡檢查。美沙酮針對狗的骨科和卵巢子宮切除手術，其鎮痛效果優於丁丙諾啡。皮下注射氟康唑和美沙酮並在6小時內重複一次，可提供12-24小時的止痛效果。美沙酮可用於馬匹鎮靜，但效果不如布托啡諾，與地托咪定併用可提高效力，但可能導致共濟失調，但其心血管抑制作用顯著低於與乙酰丙嗪的組合。美沙酮在馬匹中以腸外或硬膜外給藥的止痛效果可能優於靜脈給藥。由於法規限制，類阿片藥物在牲畜中不常用，但靜脈注射美沙酮對綿羊是有效的止痛劑，而硬膜外美沙酮對牛和綿羊也是有效的止痛劑。

## 外部連結
- Tapering off of methadone maintenance
- DE patent 711069,Dr Max Bockmuehl & Dr Gustav Ehrhart,「Verfahren zur Darstellung von basischen Estern」,发表于1941-09-25,发行于1941-09-25,指定于IG Farbenindustrie AG 的存檔，存档日期2023-02-13.

Template:Neuropathic pain and fibromyalgia pharmacotherapies